# あこがれガールズコレクション
あこがれガールズコレクションは、日本コロムビアから発売されているゲームシリーズ。

## 概要
様々な職業を疑似体験できる女の子向けのアドベンチャーゲーム。日本コロムビアA&R本部ゲーム制作部では旧TDKコア時代よりゲームボーイアドバンス（GBA）でこの種の職業体験を題材にしたゲームを発売していたが、クリエイティヴ・コア（2008年2月にコロムビア傘下となったことに伴い社名変更）時代の2009年より、ニンテンドーDS向けのラインナップでこのシリーズ名が使用されるようになった。
シリーズ中の一部タイトルは以前に発売された同名タイトルのリメイク作品となる。これ以外にも、タイトルは異なるが同じ職業を題材にした事実上のリメイク作品や以前には取り上げられなかった新規の職業を題材にした作品、他企業とのコラボレーション作品なども存在する。

## シリーズ作品一覧
ニンテンドーDS
- ステキにナースDays（2009年8月6日発売）
- Lovelyようちえん日記（2009年11月19日発売）
GBA「なかよし幼稚園」のリメイク（設定上の繋がりは存在しない）。
- Let's! まんが家DS Style（2010年7月29日発売）
GBAとDSで発売された「まんが家デビュー物語」シリーズの事実上の続編（設定上の繋がりは存在しない）。
- わんニャンどうぶつ病院（2010年10月28日発売）
GBAで発売された同名タイトルのリメイク（設定上の繋がりは希薄）。
- ミスタードーナツDS（2010年12月9日発売）
- お花屋さん物語（2011年6月30日発売）
GBAで発売された同名タイトルのリメイク（設定上の繋がりは存在しない）。
- ピカピカナース物語（2011年8月4日発売）
GBAで発売された同名タイトルのリメイク（設定上の繋がりは存在しない）。

ニンテンドー3DS
- わんニャンどうぶつ病院2（2012年8月2日発売）
「わんニャンどうぶつ病院」の続編。
- ピカピカナース物語2（2012年11月22日発売）
「ピカピカナース物語」の続編。
- わんニャンペットショップ（2013年11月28日発売）
- わんニャンどうぶつ病院 ステキな獣医さんになろう!（2015年7月30日発売）
- ピカピカナース物語 小児科はいつも大騒ぎ（2016年11月10日）
- まんが家デビュー物語 ステキなまんがをえがこう（2017年3月16日）
- ケーキ屋さん物語 おいしいスイーツをつくろう!（2017年11月9日）
- わんニャンどうぶつ病院 ペットのお医者さんになろう!（2018年3月15日）
- 美容師デビュー物語 トップスタイリストをめざそう!（2018年3月29日）

Nintendo Switch
- ピカピカナース物語 小児科はいつも大騒ぎ for Nintendo Switch（2020年4月2日）
3DSで発売された同名タイトルの移植。
- わんニャンどうぶつ病院 ペットを助けるだいじなお仕事 （2020年7月2日）